# Chiesa di Santa Patrizia
La chiesa di Santa Patrizia è un'antica chiesa di Napoli; si trova in via Armanni. Il complesso, in realtà possiede un ulteriore luogo di culto di interesse storico ed artistico così denominato; esso, per non essere confuso con questo in oggetto, viene spesso definito Santa Patrizia interna.
La fondazione dell'edificio risale al VIII secolo, quando un gruppo di monache dell'ordine di San Basilio decisero di dedicare il precedente luogo di culto alla neosantificata Patrizia.
L'edificio di culto venne ricostruito, con annesso monastero, nel XVI secolo in stile rinascimentale locale, ma venne rifatto di nuovo nel secolo successivo, con la progettazione di una chiesa lungo la strada, da Giovanni Marino Della Monica.
Nell'interno, a navata unica e transetto con cappelle, sono conservate opere pittoriche di Belisario Corenzio e un bell'altare maggiore in marmo e pietre preziose di Ferdinando Sanfelice.
Oggi la chiesa fa parte della Università degli Studi della Campania Luigi Vanvitelli (Sono presenti vari dipartimenti, tra i quali il più notevole è quello di Anatomia Umana, con annesso museo).